# Stor-Skorvtjärnen
Stor-Skorvtjärnen är en sjö i Sundsvalls kommun i Medelpad och ingår i Indalsälvens huvudavrinningsområde.